# Lorinčík
Lorinčík (ungarisch Szentlőrincke – bis 1895 Lőrincke) ist ein Stadtteil von Košice, im Okres Košice II in der Ostslowakei westlich der Innenstadt.
Bis 1976 war er eine selbstständige Gemeinde und wurde 1280 zum ersten Mal schriftlich als Gord erwähnt. Bis 1918 gehörte der Ort zum Königreich Ungarn, danach kam er zur neu entstandenen Tschechoslowakei, wurde aber von 1938 bis 1945 wieder durch den Ersten Wiener Schiedsspruch ein Teil Ungarns. Seit 1976 ist Lorinčík Teil des Stadtgebiets von Košice und seit 1990 ein offizieller Stadtteil.

Kirche St. Laurentius in Lorinčík
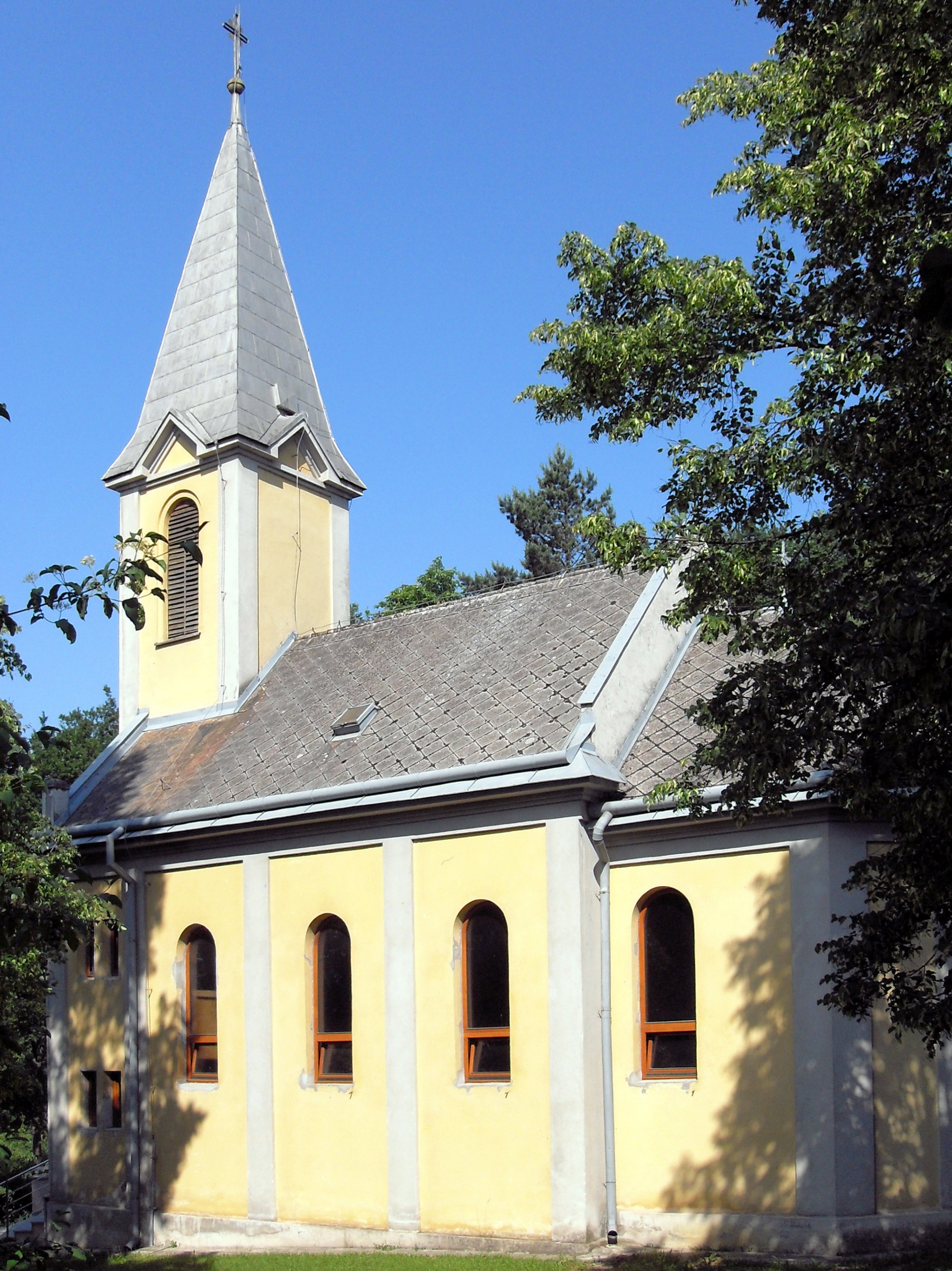
Südostseite
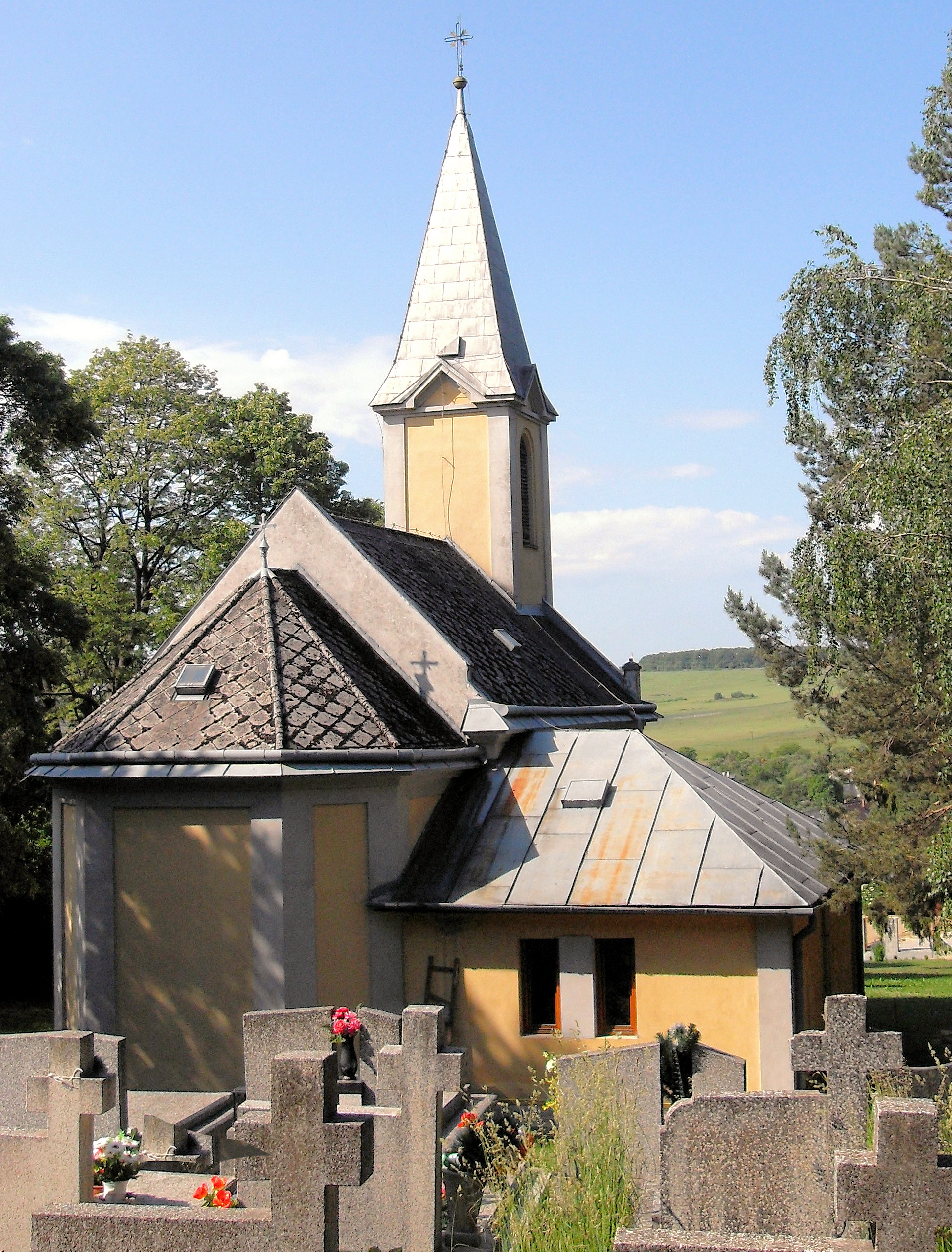
Nordostseite

## Bevölkerung
Nach der Volkszählung 2011 wohnten im Stadtteil Lorinčík 441 Einwohner, davon 411 Slowaken, acht Magyaren, zwei Polen sowie jeweils ein Deutscher und Russine. 18 Einwohner machten keine Angabe zur Ethnie.
348 Einwohner bekannten sich zur römisch-katholischen Kirche, 27 Einwohner zur griechisch-katholischen Kirche, vier Einwohner zur apostolischen Kirche, drei Einwohner zur Evangelischen Kirche A. B., zwei Einwohner zur reformierten Kirche und ein Einwohner zur orthodoxen Kirche. Ein Einwohner bekannte sich zu einer anderen Konfession, 24 Einwohner waren konfessionslos und bei 31 Einwohnern wurde die Konfession nicht ermittelt.

## Bauwerke und Denkmäler
- römisch-katholische Laurentiuskirche